# 辻殿
辻殿（つじどの）は、鎌倉時代前期の武家女性。鎌倉幕府第2代将軍・源頼家の室。

## 略歴
父は三河源氏の足助重長（賀茂重長）で、母は源為朝の娘。正治2年（1200年）、鎌倉殿の地位にあった源頼家の第2子となる善哉（後の公暁）を産む。頼家は建仁3年（1203年）に将軍職を追われて翌年横死し、善哉は後年僧侶になることが約束された。善哉は建暦元年（1211年）に約束通り出家したが、辻殿はその前年の承元4年（1210年）7月8日、退耕行勇を戒師として出家している。

## 源頼家の妻妾としての地位
『吾妻鏡』に辻殿は室、若狭局は愛妾との記述が存在するが、若狭局所生の一幡は嫡子に等しい扱いを受けており、誰が正室かははっきりしていない。辻殿が室として扱われたのは頼家死後に頼家の家族をまとめる後室の立場に立ったためとする見解もある。また頼家の父頼朝が、父祖の義家、叔父の為朝、父の義朝と関係が深い賀茂氏の賀茂重長の娘で、比企氏の娘若狭局より家格が高い辻殿を頼家の正室に選んだとする見解もある。ただし後者の見解については、若狭局の長子一幡は建久9年（1198年）の誕生時に頼朝によって頼家嫡子とされ、それによって若狭局も嫡子生母として遇されたとする見解や、賀茂氏が比企氏より家格が高いというのは誤りで、重長は頼朝と直接的な関係もなく、辻殿は若狭局同様に側室だとする批判もある。